# Kyjov, Žďár nad Sázavou
Kyjov là một làng thuộc huyện Žďár nad Sázavou, vùng Vysočina, Cộng hòa Séc.